# Léopold Survage
Léopold Frédéric Léopoldovitch Stürzwage, dit Léopold Survage, né à Moscou le 31 juillet 1879 et mort à Paris 14e le 31 octobre 1968, est un peintre d'origine multiples (Finlande, Danemark, Russie) naturalisé français en 1927.

## Biographie

### Les années russes
Son père, Léopold Édouard Stürzwage, est citoyen de Villmanstrand (actuellement Lappeenranta en Finlande). Léopold Survage est baptisé dans la religion protestante. En 1886 il perd sa mère et l'année suivante entre à l'école Saint-Pierre et Saint-Paul. À la sortie du lycée il entre dans la fabrique de pianos de son père de 1897 à 1900 et devient apprenti facteur de pianos. Fasciné très jeune par le dessin et la peinture, il entre en 1899 à l'école des beaux-arts de Moscou  chez Constantin Korovine et Leonid Pasternak, et visite la collection privée de Chtchoukine : Manet, Gauguin, les impressionnistes, Matisse, etc. il y rencontre Michel Larionov, David Bourliouk, Soudeïkine, et Sapounov.
En 1903 il peint sa première œuvre connue à ce jour : Moscou et participe à diverses expositions dont celle dite « Stéphanos » en 1907-1908 à la maison de l'école Stroganov et du « Valet de Carreau » en 1910-1911. Entretemps son père s'est ruiné. Il liquide ses affaires et avec le peu d'argent qu'il lui reste, il s'installe à Paris le 12 juillet 1908 avec Hélène Moniuschko, qu'il a épousée le 20 janvier 1908 à Serguiev Possad. Ils se sépareront en 1911 et divorceront en 1918.

### L'École de Paris
De Moscou il connaissait la célèbre claveciniste Wanda Landowska qui l'introduit comme accordeur de pianos à la maison Pleyel, il retrouve Archipenko qu'il voyait à Moscou et suit les cours de l'Académie Matisse et de l'Académie Colarossi. Premières expositions à partir de 1911 et, en 1914, les principes du « rythme coloré » par lequel est trouvée une analogie entre la forme visuelle colorée et la musique, sont établis.
Introduit par Guillaume Apollinaire dans le cercle de la baronne Hélène d'Oettingen, avec laquelle il entretient une relation amoureuse jusqu'à la fin de la Première Guerre mondiale, et de Serge Férat en 1911, il rencontre André Salmon, Picasso, Gino Severini, Robert et Sonia Delaunay, etc. Sa signature autographe figure sur l'un des feuillets signés par les convives du banquet mémorable donné le 31 décembre 1916 en honneur d'Apollinaire à l'Ancien Palais d'Orléans de l'Avenue du Maine.
Au Salon des indépendants de 1914 il montre des rythmes colorés, qu'il veut réaliser au cinéma, anticipant les recherches sur le cinéma abstrait qui seront menées à leur terme par Viking Eggeling et Hans Richter. Apollinaire exalte  « Le Rythme coloré », dans les Soirées de Paris en 1914. En 1915 Survage part à Saint-Jean Cap Ferrat avec la Baronne d'Oettingen et restera sur la Côte d'Azur jusqu'à la fin de la guerre. Il y rencontre sa future femme, Germaine Meyer, sœur de la pianiste Marcelle Meyer et pianiste elle-même. Dans une lettre à Léopold Zborowski datée du 31 décembre 1918, Modigliani écrit : « Je fais la bombe avec Survage au Coq d'Or... Le champagne coule à flots ». Apollinaire organise la première exposition française de Survage à la galerie Bongard en 1917 regroupant trente-deux de ses tableaux. En 1920 Survage dépose les statuts de la « Section d'Or » dont il est fondateur  avec Albert Gleizes et Archipenko, Braque. Serge Férat, Fernand Léger, Louis Marcoussis, font partie du comité directeur. Cette association se charge d'organiser les expositions en France et à l'étranger. En 1921, il participe à l'exposition « Les Maîtres du cubisme » à la Galerie de L'Effort moderne. Albert Gleizes reproduit une œuvre dans son livre Du cubisme et des moyens de le comprendre. Il épouse Germaine Meyer le 7 juillet 1921. En 1922 il expose chez Léonce Rosenberg, participe à la première exposition de la Section d'Or en Italie à Rome, puis une exposition de groupe à la galerie Weill avec Henri Hayden, Auguste Herbin, Irène Lagut, Jean Metzinger et Severini.
Dès 1922, Survage travaille pour les Ballets russes de Serge de Diaghilev et exécute les décors et les costumes de l'opéra bouffe d'Igor Stravinsky, Mavra sur un livret de Boris Kochno d'après un conte de Pouchkine, il réalisera également un projet de décor pour L'École des femmes à la demande de Louis Jouvet, sans suite. En 1927, un article de Samuel Putnam sur Survage dans le Chicago Evening Post précède une exposition particulière à Chicago aux Chester Johnson Galeries. Dorénavant, il poursuit une carrière internationale en multipliant les expositions personnelles et collectives en France et à l'étranger. Il effectue des dessins de tissus pour la maison Chanel et des compositions religieuses comme la crucifixion pour la cathédrale de Turku en Finlande en 1930. En 1937, il réalise une série de panneaux monumentaux pour le palais des chemins de fer à l'Exposition des Arts et Techniques de  Paris : Liaisons postales et télécommunications, L'Optique-Horlogerie, La Précision mécanique. Ces toiles mesurant 15,5 mètres sur 4 mètres de hauteur, recevront la médaille d'or.
Il se consacre à la peinture monumentale dans les années 1950-1960 : fresque sur le thème de la Paix au Palais des Congrès de Liège qui l'amène à rester dix-huit mois en Belgique en 1958, dessine des cartons Le Coq et le Cheval pour la Manufacture des Gobelins et illustre des ouvrages littéraires.
Il est nommé officier de la Légion d'honneur le 12 mars 1963.
Il meurt de maladie en 1968. Sa tombe se trouve au cimetière du Bois-Tardieu à Clamart.

## Expositions
- 1949 : exposition de 30 miniatures du 26 novembre au 8 décembre 1949 à la Galerie "Ex-Libris", 21, Grand'Place à Bruxelles
- 1966 : rétrospective au Palais Galliéra présentant 163 œuvres de 1903 à 1965.
- 1960 : rétrospective au Kölnisher Kunstverein de Cologne de soixante-huit œuvres de 1903 à 1957
- 1961 : rétrospective à l'Atenum d'Helsinki de cinquante-cinq peintures et 50 dessins.

- 1965 : galerie Lucie Weill, Paris
- 1968 : rétrospective de 104 œuvres au musée de Lyon[9], et exposition à la galerie Verrière (Lyon).
- 1968 : rétrospective au prieuré de Vivoin dans la Sarthe où sont regroupées trente œuvres de 1903 à 1964.
- 1968 : la galerie de prêt de la Maison de la Culture de Grenoble met à disposition du public deux œuvres de Survage.
- 1970 : galerie Isys Brachot, Bruxelles
- 1970 : Greer Gallery, New York
- 1974 : exposition Galerie Saint Germain, Paris
- 1975 : musée Chéret, Nice
- 1983 : galerie Lucie Weill, Paris
- 1992 : galerie La Pochade, Paris

## Quelques œuvres
- La Marchande de poisson, 1913, huile sur toile, Musée d'art moderne de Céret, Céret
- Nature morte à la tasse, 1913, Musée national d'art moderne, Paris
- Rythme coloré, 1913, aquarelles sur papier, Cinémathèque française, Paris
- Rythme coloré, 1913, aquarelles sur papier, Museum of Modern Art, New York
- Les Usines, 1914, musée des beaux-arts de Lyon, Lyon
- Composition, 1915, musée des beaux-arts de Béziers, Béziers
- La Côte d'Azur, 1915, Museum of Modern Art, San Francisco
- Paysage, 1915, musée d'art moderne de la Ville de Paris, Paris
- Villefranche-sur-Mer, 1916, Musée national d'art moderne, Paris
- La Baronne d'Oettingen, 1917, musée national d'Art moderne
- La Ville, 1919, musée du Petit Palais, Genève
- Ville, 1921, Galerie nationale de Prague, Prague
- Feuille et maison, 1927, musée-bibliothèque Pierre-André-Benoit, Alès
- Marchande de poissons, 1927, musée d'Art moderne de Céret, Céret
- Rêve, 1928, Galerie nationale de Prague, Prague
- Paysage cubiste, 1929, musée-bibliothèque Pierre-André-Benoit, Alès
- Composition aux trois figures, 1930, musée municipal de Nevers, Nevers
- Pax, 1958, Palais des congrès de Liège, Liège